# Józef Dembowski (wojskowy)
Józef Dembowski (ur. w 1761 roku na Podolu – zm. w 1831 roku w Warszawie) – generał inspektor jazdy koronnej, paź na dworze Stanisława Augusta, rotmistrz kawalerii narodowej i generalny inspektor jazdy w czasie powstania kościuszkowskiego, komisarz cywilno-wojskowy ziemi zawkrzańskiej w 1792 roku.
Jego córką była Cecylia Grabowska.